# Bewegungssturm
Der Bewegungssturm, auch Hyperkinesie (fachsprachlich „übermäßige Bewegungsaktivität“) oder Hypermotorik genannt, stellt „plötzliche, ungestüme sinn- und planlose Bewegungen als Folge starker Erregung“ dar; er „tritt bei psychischen Ausnahmesituationen, Panik, Ekstase, aber auch bei Schizophrenie auf.“
Im Falle der Schizophrenie steht der Begriff für „plötzlich auftretende vermehrte und unkontrollierte Bewegungen, z. B. in Form von Schlagen, Wälzen, Treten oder Radfahrbewegungen in der Luft; bei einer Epilepsie meist Ausdruck eines Frontallappenanfalls; andere Bezeichnung: Hypermotorik“.
Sigmund Freud verwendet den Begriff im Zusammenhang mit Renaissancekunst.